# フリードリヒスハーフェン空港
フリードリヒスハーフェン空港（フリードリヒスハーフェンくうこう、Flughafen Friedrichshafen）は、ドイツのフリードリヒスハーフェンの北約3 kmにある小さな国際空港で、ボーデン湖のほとりにある。ヨーロッパの大都市圏やレジャー都市へのフライトが発着し、オーストリアアルプスに近いため、冬の間はスキー観光客の拠点になっている。

## 歴史
1929年、シュトゥットガルト・ベーブリンゲン空港への最初の定期旅客便が運航された。ユンカースJu52旅客機が使用された。デルタ航空は、1978年に戦後初のリージョナル便を開設し、チューリッヒ線に就航した。新しいターミナルビルと滑走路は1988年から1994年の間に建設され、2010年には別の新しいターミナルがオープンした。2019年、ブリティッシュ・エアウェイズのフランチャイズであるサン・エア・オブ・スカンジナビアは、2024年3月、フランクフルト路線を運休し、フリードリヒスハーフェンは国内への路線が消滅し、国際線のみの運行となった。

## 就航先
|      | 会社                              | 就航先                     |
| ---- | --------------------------------- | -------------------------- |
| 国際 | マラブエアラインズ                | パルマ・デ・マヨルカ空港   |
| 国際 | マラブエアラインズ                | イラクリオン国際空港       |
| 国際 | ウィズ・エア・マルタ              | アンリ・コアンダ国際空港   |
| 国際 | イージージェット                  | ロンドン・ガトウィック空港 |
| 国際 | イージージェット                  | ベルファスト国際空港       |
| 国際 | ウィズエア                        | スコピエ空港               |
| 国際 | スマートウイングス                | クーサモ空港               |
| 国際 | コレンドンエアラインズ            | アンタルヤ空港             |
| 国際 | フリーバード航空                  | アンタルヤ空港             |
| 国際 | コレンドンエアラインズ ヨーロッパ | フルガダ国際空港           |
| 国際 | ユーロエアラインズ                | パルマ・デ・マヨルカ空港   |

## 施設
7つの出発ゲート(A-G)がある旅客ターミナルビルを持つ。ターミナルの隣には、ドイツの航空機メーカーであるドルニエ・フルグツォイクヴェルケの博物館があります。

## アクセス

### 車
フリミュンヘンからのA96号線やオーストリアとスイスのA13/A14など、いくつかの高速道路に接続されている連邦高速道路B30とB31を経由して、あらゆる方向から行くことができます。空港は市内のいたるところに標識があり、また、ターミナルビルにはタクシーやレンタカー代理店があります。

### 列車
ターミナルビルの真向かいにフリードリヒスハーフェン・フルークハーフェンという小さな鉄道駅があり、ローカル列車が市内中心部やフリードリヒスハーフェン港、近くのアウレンドルフの町まで運行しています。